# Вербісти
Згромадження Божого Слова (лат. Societas Verbi Divini), або вербісти — місіонерське релігійне згромадження римо-католицької церкви, одна з 23 sui iuris церков, які становлять католицьку церкву. 2006 року воно складалося з 6102 членів — священиків та конверзів. Це найбільша місіонерська громада в католицькій церкві.

## Історія
Товариство було засновано у Стейлі в Нідерландах в 1875 році Арнольдом Янссеном, єпархіальним священником і, в основному з німецьких священників і релігійних емігрантів в Нідерланди під час церковно-державних конфліктів епохи Культуркампф, що привело у багатьох релігійних груп до підпілля і закриття семінарій в Німеччині. У 1882 році товариство почало посилати місіонерів в до Китаю провінції Шаньдун, де їх агресивні методи були частиною подій, які призвели до боксерського повстання наприкінці 1890-х У 1892 році місіонери були спрямовані до Того — маленької країни на заході Африки. Місія у Того була особливо плідною, і 15 років по тому Святий Престол призначив апостольську префектуру. Третя місія ордену була направлена до Німецької Нової Гвінеї (у північній половині сьогоднішньої Папуа Нової Гвінеї). У 1898 році четверта місія була відкрита в Аргентині, історично католицькій країні, де суспільство швидко взяло на себе відповідальність за кілька парафій, католицьких шкіл, а також семінарії в чотирьох дієцезіях: Буенос-Айресу, Санта-Фе-де-ла-Вера-Крус, Ла-Плата та Парана — всі з яких в наш час[коли?] є архієпископствами.
У ХХ столітті товариство продовжувало розширятися, відкриваючи громади в таких країнах як Австралія, Ботсвана (Габороне, Гумаре та Ганзі), Бразилія, Канада (Квебек та Онтаріо), Південно-Африканська Республіка (Фалаборва, Полокване та Преторія), Сполучені Штати Америки (Аппалачі та Іллінойс) і Зімбабве (Кабве, Марамба та Лусака).
Додаткові європейські співтовариства були засновані в Австрії (Бішофсхофен біля Зальцбургу та Відня), Нідерланди (Тегелен), Рим ; Велика Британія та Сілезія.

## Обіти
Як члени релігійної громади, вербісти дотримуються релігійних порад, і дають три традиційні чернечі обітниці бідності, чистоти і послуху. Бідність означає, що все майно є спільним і що жоден з членів не може накопичувати багатства. Чистота означає більше, ніж просто утримання від статевого життя — її метою є зробити людину повністю здатною для служіння, це також ознака того, що лише Бог може повністю заповнити серце людини. Для членів релігійної громади, послух не є рабським обов'язком виконувати волю вище стоячого, але здатність бути уважним до Божої волі, та молитовно слухати голос відповідальної особи. У кінцевому рахунку, ці обітниці притаманні громаді і підкріплені відносинами з Богом.

## Релігійна освіта
На початкових етапах, ті хто є зацікавлені у приєднанні до зборів, мають кілька зустрічей з священиком-ербістом, як правило, з відвідуванням громади. За цей час члени згромадження діляться враженнями, що це значить — бути священником, чи братом. Тим, хто запитливо про введення зборів настійно рекомендується відвідувати месу якомога частіше, читати Святе Письмо, особливо Євангеліє, і регулярно проводити час в молитві, щоб краще розгледіти своє покликання.

### Преновіціят
Це річний досвід життя у спільноті, у багатьох аспектах життя громади. 
«Метою попереднього послушництва є надання новикам досвіду релігійного місіонерської життя в суспільстві, поглиблення свого розуміння професії і продовження початкове вивчення вербістів, їх харизми, походження, історії та місії»
Протягом цього часу кандидати беруть участь у молитовному житті громади, часто більш глибоко, ніж інші, і беруть участь також в одному чи кількох апостольських служіннях громади. По суті, це тривалий період проникливості для послушників і можливість для громади виділити сильних кандидатів і їхніх можливих областей душі та розуму, що вимагають розвитку.

### Новіціят
Далі йде новіціят, який є часом приготування до прийняття обітниць бідності, чистоти і послуху. Рік послушництва має вирішальне значення, «…тому новаки краще розуміють своє божественне покликання, і власне належать інституції, набираються досвіду життя інституту, і формують їх розум і серце в їх дусі, і тому їхній намір і придатність проходять випробування». 

«Новіціят забезпечує спеціальний час і умови для виховання зростаючого покликанням; він не народить покликання. Новіціят спирається на те, що вже в наш час[коли?] є в житті людини. Він служить для зрілості і уточнює покликання відповідно до релігійного способу життя та певної харизми товариства»

Таким чином, новачкам надається можливість протягом тривалого періоду проводити молитви і духовне читання, а також мовчання для того, щоб задуматися про пропонування Богом покликання і характеру їхньої реакції. Духовний розвиток новика приділяється особливій увазі, особливо через духовного керівника. Під час новіціята глибоко вивчаються історія та Конституція Конгрегації. Простий фах надається наприкінці новіціяту і людина офіційно стає членом суспільства, для 
 "Згідно з чернечою службою, члени беруть на себе дотримання трьох євангельських обітниць, освячуються для Бога через служіння Церкві, і включаються в інститут з правами і обов'язками, встановленими законом. "

### Постновіціят
Після новіціяту нові члени громади продовжують навчання. Ті, хто готується до священства, зазвичай проходять чотирирічний курс теології. В США студенти відвідують Католицьке Духовне Об'єднання. В Австралії навчання відбуваються у Мельбурнському Коледжі Божественності, після чого студентам настійно рекомендується провести рік в іноземній місії, перш ніж перейти до хіротонії. Філіппінські студенти відвідують власну Семінарію Божественного Слова в Тагаутау. Основні обітниці приймаються безпосередньо перед висвяченням дияконів, за яким іде хіротонія у часі від шести місяців до року.

Ті, чиє покликання є бути конверзом, проводять дослідження, які підходять для розвитку їх талантів і інтересів. Товариство усвідомлює, що деякі вважають братів як нижче, ніж священики, і у відповідь, воно постановило:
 «Релігійні брати, їх життя і служіння грає пророчу роль в суспільстві і в Церкві. Вони нагадують нам всі загальні гідності та основне братство християн: „Всі ви брати“, (Матвія 23, 8) Крім того, брати підтримують почуття справжнього спілкування в наших спільнотах і нашу єдність у розмаїтті, яке виражається їх буття освяченого мирянина, які живуть разом з побратимами-кліриками. (Конституція, 104)
Місіонерська робота не є прив'язана до висвячування. Отже, ми повинні мати на увазі, що брати роблять великий і рівний внесок в місію в рамках їх професійної діяльності, соціальних послуг і пастирського служіння. Як невисвячені місіонери, брати здатні впливати на мирян, особливо до потребуючих допомоги, і людей інших релігійних традицій. Разом з висвяченими побратимів вони приносять повноту „Missio Dei“ в сучасному світі.»
Обітниці оновлюються щорічно, а після трьох років член може вимагати вічних обітів. Відповідно до канонічного права, тимчасова обітницю може бути продовжена на триваліший термін, але не більше дев'яти років

## Ботсвана
На відміну від традиційних джерел доходу, які використовуються багатьма релігійними громадами, які працюють у школах, лікарнях і ретритах, вербісти, які є громадянами Ботсвани, у співпраці з професійними мирянами, започаткували «Католицьке Сафарі». Ідея полягала в тому, щоб запустити сафарі з католицькою перспективою і спрямоване на підтримку місцевих підприємств, створення можливостей для працевлаштування та доходу сім'ї. Центр обслуговує територію католицьких місій північних і західних районах Ботсвани.
Члени провінції також працюють з тими, які постраждали від ВІЛу та СНІДу, дітьми-сиротами, біженцями, санітарними службами, катехитами, вивчають з ними Писання. У них є місія євангелізації в Зімбабве. Їхніми найкращим партнерами по діалогу, є:

«… Люди, у яких немає віри і громади — люди, бідні і маргінальні — люди різних культур — люди різних релігійних традицій і світських ідеологій»

## Філіппіни
На Філіппінах вербісти перебувають у Бангуеді з 1909 року, заснувавши школи в Бангуеді, Вігані, в Південному Ілокосі та Лаоазі у Північному Ілокосі, а також в інших районах Філіппін. Зараз є близько 500 філіппінських священників і братів і близько 150 з них несуть службу в зарубіжних місіях на всіх континентах. На Філіппінах вербісти мають три церковні провінції, а саме: Філіппінська Північна (PHN), яка включає в себе місіонерську роботи Пангасінан на Апаррі; Філіппінську Центральну (PHC), яка охоплює Національний столичний регіон, і всі провінції, включаючи центральну Лусона, на півдні — Тагалог і весь регіон Бікол, а також Філіппінську Південну (PHS), чиї міністерства охоплюють острови Вісаяс і Мінданао. Католицька школа Санкт-Джуд, в школі Маніли біля палацу Малаканг, є школою вербістів. Конгрегація відкрила семінарію Христа-Царя в 1934 році в Кесон-Сіті для охочих філіппінців, і з тих пір їх кількість продовжує зростати — що робить вербістів найбільшим релігійним інститутом чоловіків у країні.

### Південна провінція Філіппін
Південна провінція Філіппін вербістів працює за трьома напрямками: освіта, освіта та пастирське служіння. У період становлення молоді кандидати на священство навчаються в Центрі Божественного словотвору в Давао, а семінаристи братерства навчаються в Будинку Формування Freinademetz в Себу. У сфері освіти вербісти започаткували університет Св Карлоса в Себу, університет Пресвятої Родини в Тагбіларані, Бохолі та ліцей Святого Слова (раніше Університет Божественного провидіння) в Таклобані, Лейте. У пастирського міністерства є одна парафія вербістів у Себу, п'ять парафій в Північному Сурігао, шість в Південному Агусані і два в Замбоанзі, островах Сібугаю і Олутанга. Їм вдається радіостанція, Їдальня, католицька мережа торгівлі Себу Inc, і частину будинку. Вони також працюють у кооперативах, прийнятих громадою чи депресивними районами, і проводять діалог з іншими релігіями. Їхнє бачення виглядає наступним чином: 
 «Ми, члени Товариства Божественного Слова (СВД), міжнародного релігійно-місіонерського суспільства братів і священиків, засновані святим Арнольдом Янссеном і названі на честь Божественного Слова, бачимо світ, в якому можливий діалог, тому що люди, натхненні Словом Божим та уповноважені Духом, поважають унікальність кожної людини і приймають усі країни і народи».
Багато релігійних орденів та згромаджень мають ряд характеристик або ознак, які роблять їх відомими. Вербісти ж мають чотири характерні виміри: Біблія Місійна анімація, Зв'язок, Справедливість і мир і цілісність творіння (JPIC). Уряд вербістів може призначити членів з будь-якої країни в будь-якій країні, з наголосам саме на ті місця, які найбільше цього потребують. Це також пояснює, чому багато громад вербістів мають міжнародний характер.
СВД має дві сестринські громади, також засновані святим Арнольдом Янссеном. Це Згромадження Місійних Служебниць Святого Духа (SSP), також відомі як «Блакитні сестри» і контемплятивна філія Сестер Поклоніння Святому Духові (SSpSAP), відоміша як «Рожеві сестри».